# 921
921 (CMXXI) fue un año común comenzado en lunes del calendario juliano, en vigor en aquella fecha.

## Acontecimientos
- Derrota aplastante de la dinastía idrísida por parte de los fatimitas. Los fatimitas toman Tlemcén y Fez.[1]
- Los fatimitas crean una nueva capital en Ifriqiya, Mahdía.[2]
- 21 de junio: Ahmad ibn Fadlan es enviado desde Bagdad hasta Almış, primer Elteber (rey cliente) musulmán de Bulgaria del Volga, en nombre del califa abasí Al-Muqtádir.
- La dinastía Liang Posterior de China reporta que todas las tribus "bárbaras" fueron pacificadas por los Kitán.
- Se firma el Tratado de Bonn, donde Francia Occidental y Francia Oriental se reconocen mutuamente.
- Ludmila de Bohemia es asesinada por órdenes de su nuera en Tetin.
- Enrique I el Pajarero invade Baviera y obtiene la fidelidad de Arnulfo de Baviera.
- Un ejército húngaro dirigido por Dursac y Bogát derrotan en Brescia el ejército de insurgentes, que planeaba derrocar a su aliado, el emperador italiano Berengario de Friuli.

## Nacimientos
- 18 de septiembre: Emperador Shizong de Zhou Posterior.
- Edmundo I el Magnífico, rey de Inglaterra.
- Enrique I, duque de Baviera, otra supuesta fecha de nacimiento.
- Ja'far ibn al-Furat, visir ijshidí y fatimita de Egipto.
- Abe no Seimei, cosmólogo japonés.
- Ōnakatomi no Yoshinobu, poeta y noble japonés.

## Fallecimientos
- 1 de septiembre: Ricardo I de Borgoña.
- 15 de septiembre: Ludmila de Bohemia.
- Bratislao I de Bohemia.
- Ragnall ua Ímair, rey vikingo de Northumbria.